# Paquito Moreno
Francisco Moreno Gómez, més conegut com a Paquito, (Madrid, 15 d'agost de 1942 - Madrid, 20 de juliol de 2013) fou un futbolista espanyol de les dècades de 1960 i 1970.

## Trajectòria
Després de jugar al futbol base del Reial Madrid, debutà professionalment amb l'Ontinyent CF l'any 1963. L'any 1965 s'incorporà al Rayo Vallecano, on jugà una temporada, i a continuació fitxà pel CE Europa dues temporades a Segona Divisió. Destacà al Real Sporting de Gijón, on jugà durant cinc temporades i aconseguí un ascens a primera divisió. Acabà la seva carrera al Club Gimnàstic de Tarragona entre 1973 i 1975.